# 先驱社
先驱社（英語：Pioneer）是香港的一个托洛茨基主义组织。第四国际在香港的一个支部。

## 历史
该组织由原革命马克思主义者同盟「反官僚集中主義派」建立。革命马克思主义者同盟在1979年8月因活动策略不同（「反官僚集中主義派」侧重成立学习班进行理论学习，「列宁主義派」侧重街头运动）以及成員是否要進入工廠的問題而發生分裂，内部的「反官僚集中主義派」被开除或退出，于1979年12月25日建立「籌備組」，1980年组建新苗社，1994年改用现名。新苗社曾参加四五行动，1989年退出。该组织原为第四国际的同情组织，后在2017年2月召开的第四国际“十七大”上升格为支部。
該組織最初出版內部刊物《學習通訊》，1986年改為《新苗》，1994年改名為《先驅》，后因成员老化无人寫文而停刊。此外還曾與台湾托派組織工人民主协会合辦雜誌《紅鼴鼠》。目前辦有網站「普羅民主網」。
該組織的領袖先是蘇達（筆名向青、马基），后是區龍宇（筆名劉宇凡、廖化），知名成员还有林致良（笔名林志，已退出）。
先驱社在1988年最早提出中国已经发生资本主义复辟，并且认为复辟的时间节点是在20世纪80年代中后期。

## 选举

### 立法會選舉
| 選舉 | 民選得票 | 民選得票比例 | 地方選區議席 | 功能界別議席 | 總議席 | +/- | 备注               |
| 1998 | 968 ▼    | 0.07% ▼      | 0            | 0            | 0 / 60 | 0 ━ | 作为独立候选人参选 |

### 区议会选举
| 選舉 | 民選得票 | 民選得票比例 | 民選議席 | 當然議席 | 總議席  | +/- |
| 1994 | 387      | 0.06%        | 0        | 0        | 0 / 346 | 0 ━ |

### 已停止舉辦的選舉

#### 立法局選舉
| 選舉 | 民選得票 | 民選得票比例 | 地方選區議席 | 功能界別議席 | 總議席 | +/- |
| 1995 | 2,594    | 0.28%        | 0            | 0            | 0 / 60 | 0 ━ |

先驱社曾因派林致良參選立法局受四五行動抨擊。